# Kazimierz Wiertelak
Kazimierz Wiertelak – polski matematyk, doktor habilitowany nauk matematycznych. Specjalizuje się w teorii liczb. Profesor na Wydziale Matematyki i Informatyki Uniwersytetu im. Adama Mickiewicza w Poznaniu.

## Życiorys
Doktoryzował się w 1971 pracą pt. Pewne zastosowania funkcji arytmetycznych (promotorem pracy był prof. Włodzimierz Staś). Pracuje jako profesor w Zakładzie Algebry i Teorii Liczb Wydziału Matematyki i Informatyki UAM. Należy do Polskiego Towarzystwa Matematycznego. Swoje prace publikował m.in. w "Functiones et Approximatio", "International Journal of Number Theory" oraz "Acta Arithmetica".